# Auguste Vinson
Pour les articles homonymes, voir Vinson.
François Philippe Auguste Vinson, né le 21 août 1820, mort le 27 août 1903, est un médecin, poète, et membre de l’Académie des Sciences.
Né le 21 août 1820 à Sainte-Suzanne, deuxième fils de François-Auguste Vinson, également médecin (1791, 1851). Il commença ses études à Saint-Denis de La Réunion, les poursuivit à Nantes, fit ses études de médecine à Paris et revint s’installer à La Réunion. De voyage à Madagascar pour le sacre du Roi Radama II, il fit des études sur la faune et la flore et devint ainsi membre correspondant de l’Académie des Sciences. Passionné de poésie, il écrivit Salazie, Mazeppa, le Piton d’Enchaing. Il se passionna également pour l’histoire et publia des ouvrages scientifiques. Il acclimata le quinquina à La Réunion et mourut le 27 août 1903 à Saint-Denis, alors qu’il terminait un ouvrage sur la faune de La Réunion. « Une île, astre des mers…".